# Roman Woerner

Roman Woerner

Roman Woerner (* 5. August 1863 in Bamberg; † 21. Oktober 1945) war ein deutscher Literaturwissenschaftler, Übersetzer und Herausgeber.

## Lebenslauf
Woerner war ein Sohn des Schriftstellers Bernhard Woerner (1828–1872) und dessen Ehefrau Katharina Dirr aus Bamberg. Er besuchte das Gymnasium in Bamberg und verfasste noch als Gymnasiast eine Ausgabe des Nibelungenlieds zum Schulgebrauch. Mit dem Stipendium, das er dafür erhielt, unternahm er eine Reise nach Italien. Er studierte klassische Philologie und Literaturwissenschaften und wurde mit einer Arbeit über Novalis, Hymnen an die Nacht und geistliche Lieder zum Dr. phil. promoviert.
1895 habilitierte er sich über den norwegischen Schriftsteller Henrik Ibsen in München. Anschließend war er vier Jahre lang an einem amerikanischen College in Boston tätig. Nach seiner Rückkehr nach Deutschland war er von 1901 bis 1909 Professor am neu eingerichteten Lehrstuhl für Literaturwissenschaft an der Albert-Ludwigs-Universität Freiburg. 1909 legte er seine Professur nieder. Die Zeit danach nutzte er für ausgedehnte Studienreisen nach Palästina und Syrien. Danach war er acht Jahre lang Universitätsprofessor in München und ab 1925 Ordinarius an der Julius-Maximilians-Universität Würzburg. 1938 wurde er emeritiert.
Er übertrug mehrere Dramen des griechischen Dichters Sophokles ins Deutsche: Aias, Die Trachinierinnen, Antigone, König Ödipus, Elektra, Philoktetes, Ödipus auf Kolonos.
Im Jahr 1943 erhielt Woerner die Goethe-Medaille für Kunst und Wissenschaft. Im gleichen Jahr zog er sich vor den Kriegseinwirkungen auf das Gut eines seiner Schüler in Böhmen zurück – das dem 1927 bei ihm promovierten Germanisten Ludolf von Wedel-Parlow gehörende Neuperstein bei Dauba. Woerner starb am 21. Oktober 1945 auf der Flucht zurück nach Deutschland.

## Werke
- Die Richterin. Schauspiel in vier Aufzügen nach Conrad Ferdinand Meyer. Leipzig, Haessel 1899.
- Übertragung von Sophokles: Tragödien. Leipzig, Insel Verlag 1942, 419 S.
- Übertragung von Sophokles: Antigone. Wiesbaden, Insel Verlag 1947 (Insel-Bücherei 27/1B)
- König Salomo. Ein Drama. Gedruckt als Handschrift für Freunde. Leipzig, Drugulin 1912
- Henrik Ibsen. München, Verlag C. H. Beck 1900–1910